# Effectif des équipes à la Coupe du monde féminine de football 2023
 (août 2023).
Cette page contient la liste de toutes les équipes et leurs joueuses participant à la phase finale de la Coupe du monde féminine de football 2023 en Australie et en Nouvelle-Zélande. Le nombre de joueuses sélectionnées est limité à 23.

## Effectifs

### Effectifs Groupe A

#### Norvège
La sélection finale est annoncée le 19 juin 2023. Alors que Hegerberg puis Graham Hansen s'étaient mises en retrait de la sélection norvégienne, cette fois-ci la sélectionneuse Hege Riise peut compter sur son quatuor de stars au complet, avec les deux précédemment citées accompagnées de Guro Reiten et Frida Maanum.
| Numéro / Nom       | Numéro / Nom             | Équipe                 | Sél. (but)      | Date de naissance         | J.              |                 |                 |                 |                 |
| Gardiens de but    | Gardiens de but          | Gardiens de but        | Gardiens de but | Gardiens de but           | Gardiens de but | Gardiens de but | Gardiens de but | Gardiens de but | Gardiens de but |
| ------------------ | ------------------------ | ---------------------- | --------------- | ------------------------- | --------------- | --------------- | --------------- | --------------- | --------------- |
| 1                  | Cecilie Fiskerstrand     | LSK Kvinner            | 44 (0)          | 20 mars 1996 (27 ans)     | -               | -               | -               | -               | -               |
| 12                 | Guro Pettersen           | Vålerenga              | 7 (0)           | 22 août 1991 (31 ans)     | -               | -               | -               | -               | -               |
| 23                 | Aurora Mikalsen          | SK Brann               | 9 (0)           | 21 mars 1996 (27 ans)     | 4               | 0               | -               | -               | -               |
| Défenseurs         |                          |                        |                 |                           |                 |                 |                 |                 |                 |
| 2                  | Anja Sønstevold          | Inter Milan            | 28 (1)          | 21 juin 1992 (31 ans)     | 3               | 0               | -               | -               | -               |
| 3                  | Sara Hørte               | Rosenborg BK           | 4 (1)           | 24 novembre 2000 (22 ans) | 1               | 0               | -               | -               | -               |
| 4                  | Tuva Hansen              | Bayern Munich          | 27 (1)          | 4 août 1997 (25 ans)      | 4               | 0               | -               | -               | -               |
| 5                  | Guro Bergsvand           | Brighton & Hove Albion | 22 (4)          | 3 mars 1994 (29 ans)      | 1               | 0               | -               | -               | -               |
| 6                  | Maren Mjelde             | Chelsea                | 165 (20)        | 6 novembre 1989 (33 ans)  | 4               | 0               | -               | -               | -               |
| 13                 | Thea Bjelde              | Vålerenga              | 7 (0)           | 5 juin 2000 (23 ans)      | 4               | 0               | -               | -               | -               |
| 16                 | Mathilde Harviken        | Rosenborg BK           | 9 (0)           | 29 décembre 2001 (21 ans) | 4               | 0               | -               | -               | -               |
| 19                 | Marit Bratberg Lund      | SK Brann               | 5 (0)           | 7 novembre 1997 (25 ans)  | 1               | 0               | -               | -               | -               |
| Milieux de terrain |                          |                        |                 |                           |                 |                 |                 |                 |                 |
| 7                  | Ingrid Syrstad Engen     | FC Barcelone           | 59 (6)          | 29 avril 1998 (25 ans)    | 4               | 0               | -               | -               | -               |
| 8                  | Vilde Bøe Risa           | Manchester United      | 60 (2)          | 13 juillet 1995 (28 ans)  | 4               | 0               | 1               | -               | -               |
| 11                 | Guro Reiten              | Chelsea                | 80 (17)         | 26 juillet 1994 (28 ans)  | 4               | 2               | -               | -               | -               |
| 18                 | Frida Leonhardsen Maanum | Arsenal                | 65 (11)         | 16 juillet 1999 (24 ans)  | 4               | 0               | -               | -               | -               |
| Attaquants         |                          |                        |                 |                           |                 |                 |                 |                 |                 |
| 9                  | Karina Sævik             | Vålerenga              | 38 (6)          | 24 mars 1996 (27 ans)     | 3               | 0               | -               | -               | -               |
| 10                 | Caroline Graham Hansen   | FC Barcelone           | 98 (44)         | 18 février 1995 (28 ans)  | 4               | 1               | -               | -               | -               |
| 14                 | Ada Hegerberg            | Olympique lyonnais     | 76 (43)         | 10 juillet 1995 (28 ans)  | 2               | 0               | -               | -               | -               |
| 15                 | Amalie Eikeland          | Reading FCW            | 45 (3)          | 26 août 1995 (27 ans)     | 1               | 0               | -               | -               | -               |
| 17                 | Julie Blakstad           | Manchester City        | 29 (3)          | 27 août 2001 (21 ans)     | 1               | 0               | -               | -               | -               |
| 20                 | Emilie Haavi             | AS Roma                | 97 (16)         | 16 juin 1992 (31 ans)     | 4               | 0               | 1               | -               | -               |
| 21                 | Anna Jøsendal            | Rosenborg BK           | 8 (0)           | 29 avril 2001 (22 ans)    | 1               | 0               | -               | -               | -               |
| 22                 | Sophie Román Haug        | AS Roma                | 8 (5)           | 29 avril 2001 (22 ans)    | 4               | 3               | -               | -               | -               |
| Sélectionneur      |                          |                        |                 |                           |                 |                 |                 |                 |                 |
|                    | Hege Riise               |                        |                 | 18 juillet 1969 (54 ans)  |                 |                 |                 |                 |                 |

 = capitaine --  Gardien de butDéfenseurMilieu de terrainAttaquantSélectionneur

#### Nouvelle-Zélande
La sélection finale est annoncée le 30 juin 2023. La sélectionneuse tchèque de la Nouvelle-Zélande, Jitka Klimková, s'appuye sur une base expérimentée, avec huit joueuses à plus de 80 sélections, avec une forte teinte de A-League. Les Ferns évoluent habituellement en 4-4-2.
| Numéro / Nom       | Numéro / Nom      | Équipe                   | Sél. (but)      | Date de naissance          | J.              |                 |                 |                 |                 |
| Gardiens de but    | Gardiens de but   | Gardiens de but          | Gardiens de but | Gardiens de but            | Gardiens de but | Gardiens de but | Gardiens de but | Gardiens de but | Gardiens de but |
| ------------------ | ----------------- | ------------------------ | --------------- | -------------------------- | --------------- | --------------- | --------------- | --------------- | --------------- |
| 1                  | Erin Nayler       | IFK Norrköping           | 83 (0)          | 17 avril 1992 (31 ans)     | -               | -               | -               | -               | -               |
| 21                 | Victoria Esson    | Rangers WFC              | 16 (0)          | 6 mars 1991 (32 ans)       | 3               | 0               | -               | -               | -               |
| 23                 | Anna Leat         | Aston Villa              | 10 (0)          | 26 juin 2001 (22 ans)      | -               | -               | -               | -               | -               |
| Défenseurs         |                   |                          |                 |                            |                 |                 |                 |                 |                 |
| 3                  | Claudia Bunge     | Melbourne Victory        | 22 (0)          | 21 septembre 1999 (23 ans) | 2               | 0               | -               | -               | -               |
| 4                  | CJ Bott           | Leicester City           | 38 (3)          | 22 avril 1995 (28 ans)     | 3               | 0               | -               | -               | -               |
| 5                  | Michaela Foster   | Wellington Phoenix       | 6 (0)           | 9 janvier 1999 (24 ans)    | -               | -               | -               | -               | -               |
| 7                  | Ali Riley         | Angel City               | 154 (2)         | 30 octobre 1987 (35 ans)   | 3               | 0               | -               | -               | -               |
| 13                 | Rebekah Stott     | Brighton & Hove Albion   | 90 (4)          | 17 juin 1993 (30 ans)      | 3               | 0               | -               | -               | -               |
| 14                 | Katie Bowen       | Melbourne City           | 94 (3)          | 15 avril 1994 (29 ans)     | 3               | 0               | -               | -               | -               |
| 19                 | Elizabeth Anton   | Perth Glory              | 19 (0)          | 12 décembre 1998 (24 ans)  | -               | -               | -               | -               | -               |
| Milieux de terrain |                   |                          |                 |                            |                 |                 |                 |                 |                 |
| 2                  | Ria Percival      | Tottenham                | 163 (15)        | 7 décembre 1989 (33 ans)   | 3               | 0               | -               | -               | -               |
| 6                  | Malia Steinmetz   | Western Sydney Wanderers | 20 (0)          | 18 janvier 1999 (24 ans)   | 3               | 0               | -               | -               | -               |
| 8                  | Daisy Cleverley   | HB Køge                  | 31 (2)          | 30 avril 1997 (26 ans)     | -               | -               | -               | -               | -               |
| 10                 | Annalie Longo     | Christchurch United      | 129 (15)        | 1er juillet 1991 (32 ans)  | 2               | 0               | -               | -               | -               |
| 11                 | Olivia Chance     | Celtic Glasgow           | 45 (2)          | 5 octobre 1993 (29 ans)    | 2               | 0               | -               | -               | -               |
| 12                 | Betsy Hassett     | Wellington Phoenix       | 145 (13)        | 4 août 1990 (32 ans)       | 3               | 0               | -               | -               | -               |
| Attaquants         |                   |                          |                 |                            |                 |                 |                 |                 |                 |
| 9                  | Gabi Rennie       | Arizona State Sun Devils | 26 (2)          | 7 juillet 2001 (22 ans)    | 2               | 0               | -               | -               | -               |
| 15                 | Paige Satchell    | Wellington Phoenix       | 43 (2)          | 13 avril 1998 (25 ans)     | 1               | 0               | -               | -               | -               |
| 16                 | Jacqui Hand       | Åland United             | 14 (2)          | 19 février 1999 (24 ans)   | 3               | 0               | -               | -               | -               |
| 17                 | Hannah Wilkinson  | Melbourne City           | 115 (28)        | 28 mai 1992 (31 ans)       | 3               | 1               | 1               | -               | -               |
| 18                 | Grace Jale        | Canberra United          | 17 (2)          | 10 avril 1999 (24 ans)     | 2               | 0               | -               | -               | -               |
| 20                 | Indiah-Page Riley | Brisbane Roar            | 9 (0)           | 20 décembre 2001 (21 ans)  | 3               | 0               | -               | -               | -               |
| 22                 | Milly Clegg       | Wellington Phoenix       | 4 (0)           | 1er novembre 2005 (17 ans) | -               | -               | -               | -               | -               |
| Sélectionneur      |                   |                          |                 |                            |                 |                 |                 |                 |                 |
|                    | Jitka Klimková    |                          |                 | 20 août 1974 (48 ans)      |                 |                 |                 |                 |                 |

 = capitaine --  Gardien de butDéfenseurMilieu de terrainAttaquantSélectionneur

#### Philippines
La sélection finale est annoncée le 9 juillet 2023.
| Numéro / Nom       | Numéro / Nom      | Équipe                     | Sél. (but)      | Date de naissance         | J.              |                 |                 |                 |                 |
| Gardiens de but    | Gardiens de but   | Gardiens de but            | Gardiens de but | Gardiens de but           | Gardiens de but | Gardiens de but | Gardiens de but | Gardiens de but | Gardiens de but |
| ------------------ | ----------------- | -------------------------- | --------------- | ------------------------- | --------------- | --------------- | --------------- | --------------- | --------------- |
| 1                  | Olivia McDaniel   | So Cal Union FC            | 28 (0)          | 14 octobre 1997 (25 ans)  | 3               | 0               | -               | -               | -               |
| 18                 | Kaiya Jota        | Los Angeles Breakers       | 1 (0)           | 5 février 2006 (17 ans)   | -               | -               | -               | -               | -               |
| 22                 | Kiara Fontanilla  | Central Coast Mariners     | 9 (0)           | 1er juillet 2000 (23 ans) | -               | -               | -               | -               | -               |
| Défenseurs         |                   |                            |                 |                           |                 |                 |                 |                 |                 |
| 2                  | Malea Cesar       | Blacktown City             | 30 (1)          | 9 décembre 2003 (19 ans)  | -               | -               | -               | -               | -               |
| 3                  | Jessika Cowart    | IFK Kalmar                 | 18 (2)          | 30 octobre 1999 (23 ans)  | 2               | 0               | -               | -               | -               |
| 5                  | Hali Long         | Kaya FC                    | 73 (18)         | 21 janvier 1995 (28 ans)  | 3               | 0               | -               | -               | -               |
| 13                 | Angela Beard      | Western United             | 0 (0)           | 16 août 1997 (25 ans)     | 3               | 0               | 1               | -               | -               |
| 16                 | Sofia Harrison    | Libre                      | 34 (3)          | 16 février 1999 (24 ans)  | 3               | 0               | 1               | -               | 1               |
| 17                 | Alicia Barker     | Pacific Northwest SC       | 10 (0)          | 22 mai 1998 (25 ans)      | 3               | 0               | -               | -               | -               |
| 19                 | Dominique Randle  | Þór/KA                     | 25 (1)          | 10 décembre 1994 (28 ans) | 2               | 0               | -               | -               | -               |
| 23                 | Reina Bonta       | Santos FC                  | 11 (0)          | 17 avril 1999 (24 ans)    | -               | -               | -               | -               | -               |
| Milieux de terrain |                   |                            |                 |                           |                 |                 |                 |                 |                 |
| 4                  | Jaclyn Sawicki    | Western United             | 20 (0)          | 14 novembre 1992 (30 ans) | 3               | 0               | -               | -               | -               |
| 6                  | Tahnai Annis      | Þór/KA                     | 37 (14)         | 20 juin 1989 (34 ans)     | 1               | 0               | -               | -               | -               |
| 8                  | Sara Eggesvik     | KIL/Hemne                  | 21 (3)          | 29 avril 1997 (26 ans)    | 3               | 0               | -               | -               | -               |
| 11                 | Anicka Castañeda  | Mt Druitt Town Rangers     | 38 (11)         | 15 décembre 1999 (23 ans) | -               | -               | -               | -               | -               |
| 12                 | Ryley Bugay       | Libre                      | 21 (0)          | 23 janvier 1996 (27 ans)  | 2               | 0               | -               | -               | -               |
| 20                 | Quinley Quezada   | Étoile rouge de Belgrade   | 48 (22)         | 7 avril 1997 (26 ans)     | 3               | 0               | -               | -               | -               |
| Attaquants         |                   |                            |                 |                           |                 |                 |                 |                 |                 |
| 7                  | Sarina Bolden     | Illawarra Stingrays FC     | 36 (21)         | 30 juin 1996 (27 ans)     | 3               | 1               | -               | -               | -               |
| 9                  | Isabella Flanigan | West Virginia Mountaineers | 27 (3)          | 22 février 2005 (18 ans)  | 3               | 0               | -               | -               | -               |
| 10                 | Chandler McDaniel | So Cal Union FC            | 13 (5)          | 4 février 1998 (25 ans)   | 2               | 0               | -               | -               | -               |
| 14                 | Meryll Serrano    | Stabæk IF                  | 8 (4)           | 20 juillet 1997 (26 ans)  | 2               | 0               | -               | -               | -               |
| 15                 | Carleigh Frilles  | Blacktown Spartans         | 36 (12)         | 11 avril 2002 (21 ans)    | 1               | 0               | -               | -               | -               |
| 21                 | Katrina Guillou   | Piteå IF                   | 24 (10)         | 19 décembre 1993 (29 ans) | 3               | 0               | 1               | -               | -               |
| Sélectionneur      |                   |                            |                 |                           |                 |                 |                 |                 |                 |
|                    | Alen Stajcic      |                            |                 | 2 novembre 1973 (49 ans)  |                 |                 |                 |                 |                 |

 = capitaine --  Gardien de butDéfenseurMilieu de terrainAttaquantSélectionneur

#### Suisse
| Numéro / Nom       | Numéro / Nom           | Équipe              | Sél. (but)      | Date de naissance          | J.              |                 |                 |                 |                 |
| Gardiens de but    | Gardiens de but        | Gardiens de but     | Gardiens de but | Gardiens de but            | Gardiens de but | Gardiens de but | Gardiens de but | Gardiens de but | Gardiens de but |
| ------------------ | ---------------------- | ------------------- | --------------- | -------------------------- | --------------- | --------------- | --------------- | --------------- | --------------- |
| 1                  | Gaëlle Thalmann        | Betis Séville       | 104 (0)         | 18 janvier 1986 (37 ans)   | 4               | 0               | -               | -               | -               |
| 12                 | Livia Peng             | BK Häcken           | 2 (0)           | 12 mars 2002 (21 ans)      | -               | -               | -               | -               | -               |
| 21                 | Seraina Friedli        | RSC Anderlecht      | 10 (0)          | 20 mars 1993 (30 ans)      | -               | -               | -               | -               | -               |
| Défenseurs         |                        |                     |                 |                            |                 |                 |                 |                 |                 |
| 2                  | Julia Stierli          | FC Zurich           | 27 (1)          | 3 avril 1997 (26 ans)      | 4               | 0               | 1               | -               | -               |
| 3                  | Lara Marti             | Bayer 04 Leverkusen | 11 (0)          | 21 septembre 1999 (23 ans) | 1               | 0               | -               | -               | -               |
| 4                  | Laura Felber           | Servette FCCF       | 1 (0)           | 17 août 2001 (21 ans)      | -               | -               | -               | -               | -               |
| 5                  | Noëlle Maritz          | Arsenal             | 102 (2)         | 23 décembre 1995 (27 ans)  | 4               | 0               | 1               | -               | -               |
| 8                  | Nadine Riesen          | FC Zurich           | 7 (0)           | 11 avril 2000 (23 ans)     | 3               | 0               | -               | -               | -               |
| 14                 | Marion Rey             | FC Zurich           | 4 (0)           | 21 mars 1999 (24 ans)      | 1               | 0               | -               | -               | -               |
| 15                 | Luana Bühler           | Tottenham           | 38 (1)          | 28 avril 1996 (27 ans)     | 1               | 0               | -               | -               | -               |
| 18                 | Viola Calligaris       | Paris Saint-Germain | 43 (5)          | 17 mars 1996 (27 ans)      | 2               | 0               | -               | -               | -               |
| 19                 | Eseosa Aigbogun        | Paris FC            | 81 (3)          | 23 mai 1993 (30 ans)       | 4               | 0               | -               | -               | -               |
| Milieux de terrain |                        |                     |                 |                            |                 |                 |                 |                 |                 |
| 6                  | Géraldine Reuteler     | Eintracht Francfort | 53 (11)         | 21 avril 1999 (24 ans)     | 4               | 0               | -               | -               | -               |
| 7                  | Amira Arfaoui          | Bayer 04 Leverkusen | 1 (0)           | 8 août 1999 (23 ans)       | -               | -               | -               | -               | -               |
| 11                 | Coumba Sow             | Servette FCCF       | 34 (13)         | 27 août 1994 (28 ans)      | 4               | 0               | -               | -               | -               |
| 13                 | Lia Wälti              | Arsenal             | 108 (5)         | 19 avril 1993 (30 ans)     | 4               | 0               | -               | -               | -               |
| 16                 | Sandrine Mauron        | Servette FCCF       | 31 (2)          | 19 décembre 1996 (26 ans)  | 4               | 0               | -               | -               | -               |
| 17                 | Seraina Piubel         | FC Zurich           | 5 (1)           | 2 juin 2000 (23 ans)       | 4               | 1               | -               | -               | -               |
| Attaquants         |                        |                     |                 |                            |                 |                 |                 |                 |                 |
| 9                  | Ana-Maria Crnogorčević | FC Barcelone        | 145 (70)        | 3 octobre 1990 (32 ans)    | 4               | 0               | -               | -               | -               |
| 10                 | Ramona Bachmann        | Paris Saint-Germain | 131 (57)        | 25 décembre 1990 (32 ans)  | 4               | 1               | 1               | -               | -               |
| 20                 | Fabienne Humm          | FC Zurich           | 78 (25)         | 20 décembre 1986 (36 ans)  | 1               | 0               | -               | -               | -               |
| 22                 | Meriame Terchoun       | Dijon FCO           | 20 (2)          | 27 octobre 1995 (27 ans)   | 4               | 0               | -               | -               | -               |
| 23                 | Alisha Lehmann         | Aston Villa         | 37 (6)          | 21 janvier 1999 (24 ans)   | 2               | 0               | -               | -               | -               |
| Sélectionneur      |                        |                     |                 |                            |                 |                 |                 |                 |                 |
|                    | Inka Grings            |                     |                 | 31 octobre 1978 (44 ans)   |                 |                 |                 |                 |                 |

 = capitaine --  Gardien de butDéfenseurMilieu de terrainAttaquantSélectionneur

### Effectifs Groupe B

#### Australie
| Numéro / Nom       | Numéro / Nom       | Équipe                   | Sél. (but)      | Date de naissance          | J.              |                 |                 |                 |                 |
| Gardiens de but    | Gardiens de but    | Gardiens de but          | Gardiens de but | Gardiens de but            | Gardiens de but | Gardiens de but | Gardiens de but | Gardiens de but | Gardiens de but |
| ------------------ | ------------------ | ------------------------ | --------------- | -------------------------- | --------------- | --------------- | --------------- | --------------- | --------------- |
| 1                  | Lydia Williams     | Brighton & Hove Albion   | 102 (0)         | 13 mai 1988 (35 ans)       | -               | -               | -               | -               | -               |
| 12                 | Teagan Micah       | FC Rosengård             | 14 (0)          | 20 octobre 1997 (25 ans)   | -               | -               | -               | -               | -               |
| 18                 | Mackenzie Arnold   | West Ham United          | 35 (0)          | 25 février 1994 (29 ans)   | 4               | 0               | 1               | -               | -               |
| Défenseurs         |                    |                          |                 |                            |                 |                 |                 |                 |                 |
| 2                  | Courtney Nevin     | Leicester City           | 23 (0)          | 12 février 2002 (21 ans)   | -               | -               | -               | -               | -               |
| 3                  | Aivi Luik          | BK Häcken                | 43 (1)          | 18 mars 1985 (38 ans)      | -               | -               | -               | -               | -               |
| 4                  | Clare Polkinghorne | Vittsjö GIK              | 157 (16)        | 1er février 1989 (34 ans)  | 4               | 0               | -               | -               | -               |
| 7                  | Steph Catley       | Arsenal                  | 110 (4)         | 26 janvier 1994 (29 ans)   | 3               | 2               | -               | -               | -               |
| 14                 | Alanna Kennedy     | Manchester City          | 109 (8)         | 21 janvier 1995 (28 ans)   | 4               | 1               | -               | -               | -               |
| 15                 | Clare Hunt         | Western Sydney Wanderers | 6 (0)           | 12 mars 1999 (24 ans)      | 4               | 0               | -               | -               | -               |
| 21                 | Ellie Carpenter    | Olympique lyonnais       | 62 (3)          | 20 avril 2000 (23 ans)     | 4               | 0               | -               | -               | -               |
| 22                 | Charlotte Grant    | Vittsjö GIK              | 18 (1)          | 20 septembre 2001 (21 ans) | 1               | 0               | -               | -               | -               |
| Milieux de terrain |                    |                          |                 |                            |                 |                 |                 |                 |                 |
| 6                  | Clare Wheeler      | Everton                  | 14 (0)          | 14 janvier 1998 (25 ans)   | -               | -               | -               | -               | -               |
| 8                  | Alex Chidiac       | Racing Louisville        | 27 (2)          | 15 janvier 1999 (24 ans)   | 1               | 0               | -               | -               | -               |
| 10                 | Emily van Egmond   | San Diego Wave           | 128 (30)        | 12 juillet 1993 (30 ans)   | 4               | 1               | 1               | -               | -               |
| 13                 | Tameka Yallop      | SK Brann                 | 113 (12)        | 16 juin 1991 (32 ans)      | 1               | 0               | -               | -               | -               |
| 19                 | Katrina Gorry      | Vittsjö GIK              | 94 (17)         | 13 août 1992 (30 ans)      | 4               | 0               | -               | -               | -               |
| 23                 | Kyra Cooney-Cross  | Hammarby IF              | 28 (0)          | 15 février 2002 (21 ans)   | 4               | 0               | -               | -               | -               |
| Attaquants         |                    |                          |                 |                            |                 |                 |                 |                 |                 |
| 5                  | Cortnee Vine       | Sydney FC                | 17 (3)          | 9 avril 1998 (25 ans)      | 4               | 0               | -               | -               | -               |
| 9                  | Caitlin Foord      | Arsenal                  | 109 (29)        | 11 novembre 1994 (28 ans)  | 4               | 1               | 1               | -               | -               |
| 11                 | Mary Fowler        | Manchester City          | 37 (10)         | 14 février 2003 (20 ans)   | 3               | 1               | 1               | -               | -               |
| 16                 | Hayley Raso        | Manchester City          | 71 (12)         | 5 septembre 1994 (28 ans)  | 4               | 3               | -               | -               | -               |
| 17                 | Kyah Simon         | Libre                    | 111 (29)        | 25 juin 1991 (32 ans)      | -               | -               | -               | -               | -               |
| 20                 | Sam Kerr           | Chelsea                  | 121 (63)        | 10 septembre 1993 (29 ans) | 1               | 0               | -               | -               | -               |
| Sélectionneur      |                    |                          |                 |                            |                 |                 |                 |                 |                 |
|                    | Tony Gustavsson    |                          |                 | 14 août 1973 (49 ans)      |                 |                 | 1               |                 |                 |

 = capitaine --  Gardien de butDéfenseurMilieu de terrainAttaquantSélectionneur

#### Canada
| Numéro / Nom       | Numéro / Nom       | Équipe                   | Sél. (but)      | Date de naissance          | J.              |                 |                 |                 |                 |
| Gardiens de but    | Gardiens de but    | Gardiens de but          | Gardiens de but | Gardiens de but            | Gardiens de but | Gardiens de but | Gardiens de but | Gardiens de but | Gardiens de but |
| ------------------ | ------------------ | ------------------------ | --------------- | -------------------------- | --------------- | --------------- | --------------- | --------------- | --------------- |
| 1                  | Kailen Sheridan    | San Diego Wave           | 35 (0)          | 16 juillet 1995 (28 ans)   | 3               | 0               | -               | -               | -               |
| 18                 | Sabrina D'Angelo   | Arsenal                  | 13 (0)          | 11 mai 1993 (30 ans)       | -               | -               | -               | -               | -               |
| 22                 | Lysianne Proulx    | SCU Torreense            | 0 (0)           | 17 avril 1999 (24 ans)     | -               | -               | -               | -               | -               |
| Défenseurs         |                    |                          |                 |                            |                 |                 |                 |                 |                 |
| 2                  | Allysha Chapman    | Houston Dash             | 96 (2)          | 25 janvier 1989 (34 ans)   | 3               | 0               | -               | -               | -               |
| 3                  | Kadeisha Buchanan  | Chelsea                  | 131 (4)         | 5 novembre 1995 (27 ans)   | 3               | 0               | 1               | -               | -               |
| 4                  | Shelina Zadorsky   | Tottenham                | 89 (4)          | 24 octobre 1992 (30 ans)   | 1               | 0               | -               | -               | -               |
| 8                  | Jayde Riviere      | Manchester United        | 37 (1)          | 22 janvier 2001 (22 ans)   | 3               | 0               | -               | -               | -               |
| 10                 | Ashley Lawrence    | Chelsea                  | 117 (8)         | 11 juin 1995 (28 ans)      | 3               | 0               | 1               | -               | -               |
| 14                 | Vanessa Gilles     | Olympique lyonnais       | 25 (3)          | 11 mars 1996 (27 ans)      | 3               | 0               | 1               | -               | -               |
| 16                 | Gabrielle Carle    | Washington Spirit        | 36 (1)          | 12 octobre 1998 (24 ans)   | -               | -               | -               | -               | -               |
| Milieux de terrain |                    |                          |                 |                            |                 |                 |                 |                 |                 |
| 5                  | Quinn              | OL Reign                 | 89 (5)          | 11 août 1995 (27 ans)      | 3               | 0               | -               | -               | -               |
| 7                  | Julia Grosso       | Juventus                 | 50 (3)          | 29 août 2000 (22 ans)      | 3               | 0               | -               | -               | -               |
| 13                 | Sophie Schmidt     | Houston Dash             | 221 (20)        | 28 juin 1988 (35 ans)      | 3               | 0               | -               | -               | -               |
| 17                 | Jessie Fleming     | Chelsea                  | 115 (19)        | 11 mars 1998 (25 ans)      | 2               | 0               | -               | -               | -               |
| 21                 | Simi Awujo         | USC Trojans              | 6 (0)           | 23 septembre 2003 (19 ans) | -               | -               | -               | -               | -               |
| Attaquants         |                    |                          |                 |                            |                 |                 |                 |                 |                 |
| 6                  | Deanne Rose        | Reading                  | 73 (10)         | 3 mars 1999 (24 ans)       | 2               | 0               | -               | -               | -               |
| 9                  | Jordyn Huitema     | OL Reign                 | 64 (16)         | 8 mai 2001 (22 ans)        | 3               | 0               | -               | -               | -               |
| 11                 | Évelyne Viens      | NJ/NY Gotham             | 18 (4)          | 6 février 1997 (26 ans)    | 3               | 0               | 1               | -               | -               |
| 12                 | Christine Sinclair | Portland Thorns          | 323 (190)       | 12 juin 1983 (40 ans)      | 3               | 0               | -               | -               | -               |
| 15                 | Nichelle Prince    | Houston Dash             | 90 (13)         | 19 février 1995 (28 ans)   | 1               | 0               | -               | -               | -               |
| 19                 | Adriana Leon       | Manchester United        | 96 (28)         | 2 octobre 1992 (30 ans)    | 3               | 1               | -               | -               | -               |
| 20                 | Cloé Lacasse       | Benfica Lisbonne         | 19 (1)          | 7 juillet 1993 (30 ans)    | 3               | 0               | -               | -               | -               |
| 23                 | Olivia Smith       | Penn State Nittany Lions | 2 (0)           | 5 août 2004 (18 ans)       | 1               | 0               | -               | -               | -               |
| Sélectionneur      |                    |                          |                 |                            |                 |                 |                 |                 |                 |
|                    | Bev Priestman      |                          |                 | 29 avril 1986 (37 ans)     |                 |                 |                 |                 |                 |

 = capitaine --  Gardien de butDéfenseurMilieu de terrainAttaquantSélectionneur

#### République d'Irlande
| Numéro / Nom       | Numéro / Nom      | Équipe                  | Sél. (but)      | Date de naissance          | J.              |                 |                 |                 |                 |
| Gardiens de but    | Gardiens de but   | Gardiens de but         | Gardiens de but | Gardiens de but            | Gardiens de but | Gardiens de but | Gardiens de but | Gardiens de but | Gardiens de but |
| ------------------ | ----------------- | ----------------------- | --------------- | -------------------------- | --------------- | --------------- | --------------- | --------------- | --------------- |
| 1                  | Courtney Brosnan  | Everton                 | 21 (0)          | 10 novembre 1995 (27 ans)  | 3               | 0               | -               | -               | -               |
| 16                 | Grace Moloney     | Reading                 | 6 (0)           | 1er mars 1993 (30 ans)     | -               | -               | -               | -               | -               |
| 23                 | Megan Walsh       | Brighton & Hove Albion  | 1 (0)           | 12 novembre 1994 (28 ans)  | -               | -               | -               | -               | -               |
| Défenseurs         |                   |                         |                 |                            |                 |                 |                 |                 |                 |
| 2                  | Claire O'Riordan  | Celtic Glasgow          | 17 (0)          | 12 octobre 1994 (28 ans)   | -               | -               | -               | -               | -               |
| 4                  | Louise Quinn      | Birmingham City         | 103 (15)        | 17 juin 1990 (33 ans)      | 3               | 0               | -               | -               | -               |
| 5                  | Niamh Fahey       | Liverpool               | 106 (1)         | 13 octobre 1987 (35 ans)   | 3               | 0               | -               | -               | -               |
| 7                  | Diane Caldwell    | Reading                 | 95 (3)          | 11 septembre 1988 (34 ans) | 1               | 0               | -               | -               | -               |
| 13                 | Áine O'Gorman     | Shamrock Rovers         | 117 (13)        | 13 mai 1989 (34 ans)       | 1               | 0               | -               | -               | -               |
| Milieux de terrain |                   |                         |                 |                            |                 |                 |                 |                 |                 |
| 3                  | Chloe Mustaki     | Bristol City            | 5 (0)           | 29 juillet 1995 (27 ans)   | -               | -               | -               | -               | -               |
| 6                  | Megan Connolly    | Brighton & Hove Albion  | 38 (4)          | 7 mars 1997 (26 ans)       | 3               | 0               | -               | -               | -               |
| 8                  | Ruesha Littlejohn | Aston Villa             | 71 (6)          | 3 juillet 1990 (33 ans)    | 3               | 0               | -               | -               | -               |
| 10                 | Denise O'Sullivan | North Carolina Courage  | 101 (19)        | 4 février 1994 (29 ans)    | 3               | 0               | 1               | -               | -               |
| 11                 | Katie McCabe      | Arsenal                 | 72 (18)         | 21 septembre 1995 (27 ans) | 3               | 1               | 2               | -               | -               |
| 12                 | Lily Agg          | London City Lionesses   | 7 (2)           | 17 décembre 1993 (29 ans)  | 2               | 0               | -               | -               | -               |
| 15                 | Lucy Quinn        | Birmingham City         | 13 (2)          | 29 septembre 1993 (29 ans) | 2               | 0               | -               | -               | -               |
| 6                  | Sinead Farrelly   | NJ/NY Gotham            | 1 (0)           | 16 novembre 1989 (33 ans)  | 3               | 0               | -               | -               | -               |
| 20                 | Marissa Sheva     | Washington Spirit       | 3 (0)           | 22 avril 1997 (26 ans)     | 3               | 0               | -               | -               | -               |
| 21                 | Ciara Grant       | Heart of Midlothian     | 17 (0)          | 11 juin 1993 (30 ans)      | -               | -               | -               | -               | -               |
| 22                 | Isibeal Atkinson  | West Ham                | 4 (0)           | 17 juillet 2001 (22 ans)   | 2               | 0               | -               | -               | -               |
| Attaquants         |                   |                         |                 |                            |                 |                 |                 |                 |                 |
| 9                  | Amber Barrett     | Standard de Liège       | 35 (5)          | 16 janvier 1996 (27 ans)   | 1               | 0               | -               | -               | -               |
| 14                 | Heather Payne     | Florida State Seminoles | 34 (1)          | 26 janvier 2000 (23 ans)   | 2               | 0               | -               | -               | -               |
| 18                 | Kyra Carusa       | London City Lionesses   | 11 (2)          | 14 novembre 1995 (27 ans)  | 3               | 0               | -               | -               | -               |
| 19                 | Abbie Larkin      | Shamrock Rovers         | 6 (1)           | 27 avril 2005 (18 ans)     | 3               | 0               | -               | -               | -               |
| Sélectionneur      |                   |                         |                 |                            |                 |                 |                 |                 |                 |
|                    | Vera Pauw         |                         |                 | 18 janvier 1963 (60 ans)   |                 |                 |                 |                 |                 |

 = capitaine --  Gardien de butDéfenseurMilieu de terrainAttaquantSélectionneur